# Velký Týnec
Velký Týnec (hanácky Ténec; německy Groß Teinitz, Großteinitz) je obec v okrese Olomouc v Olomouckém kraji. Leží při soutoku potoků Týnečky a Beroňky necelých osm kilometrů jihovýchodně od Olomouce. Žije zde přibližně 3 200 obyvatel. Jeho katastrální území má rozlohu 2061 ha. Má mateřskou školu a základní školu.

## Historie
Písemnou formou je Týnec (Tynech) poprvé v dějinách připomenut v latinské listině z roku 1207, kterou český král Přemysl Otakar I. daroval tři popluží v Bukovanech patřící dosud Týnci klášteru augistiniánek u sv. Petra v Olomouci.

## Obyvatelstvo
| Rok            | 1869  | 1880  | 1890  | 1900  | 1910  | 1921  | 1930  | 1950  | 1961  | 1970  | 1980  | 1991  | 2001  | 2011  | 2021  |
| -------------- | ----- | ----- | ----- | ----- | ----- | ----- | ----- | ----- | ----- | ----- | ----- | ----- | ----- | ----- | ----- |
| Počet obyvatel | 1 775 | 1 923 | 2 057 | 2 204 | 2 432 | 2 396 | 2 567 | 2 350 | 2 393 | 2 211 | 2 149 | 2 063 | 2 122 | 2 560 | 3 035 |
| Počet domů     | 243   | 266   | 296   | 338   | 365   | 381   | 442   | 503   | 501   | 523   | 543   | 584   | 624   | 756   | 935   |

## Obecní správa

### Části obce
- Velký Týnec
- Čechovice
- Vsisko

Od 23. října 1976 do 23. listopadu 1990 k obci patřila i Krčmaň.

### Obecní symboly
Znak a vlajka byly obci uděleny rozhodnutím předsedy Poslanecké sněmovny Parlamentu České republiky dne 19. května 1998.

## Pamětihodnosti
- venkovská usedlost, Zábraní 2
- hospodářská budova s náspím čp. 111
- socha svatého Floriána
- kostel Nanebevzetí Panny Marie
- hospodářská budova s náspím čp. 1
- sloup se sochou Panny Marie
- sousoší Panny Marie
- zámek Velký Týnec
- venkovská usedlost Masarykovo nám. 116
- kostel Církve Československé husitské (Husův sbor)

## Galerie

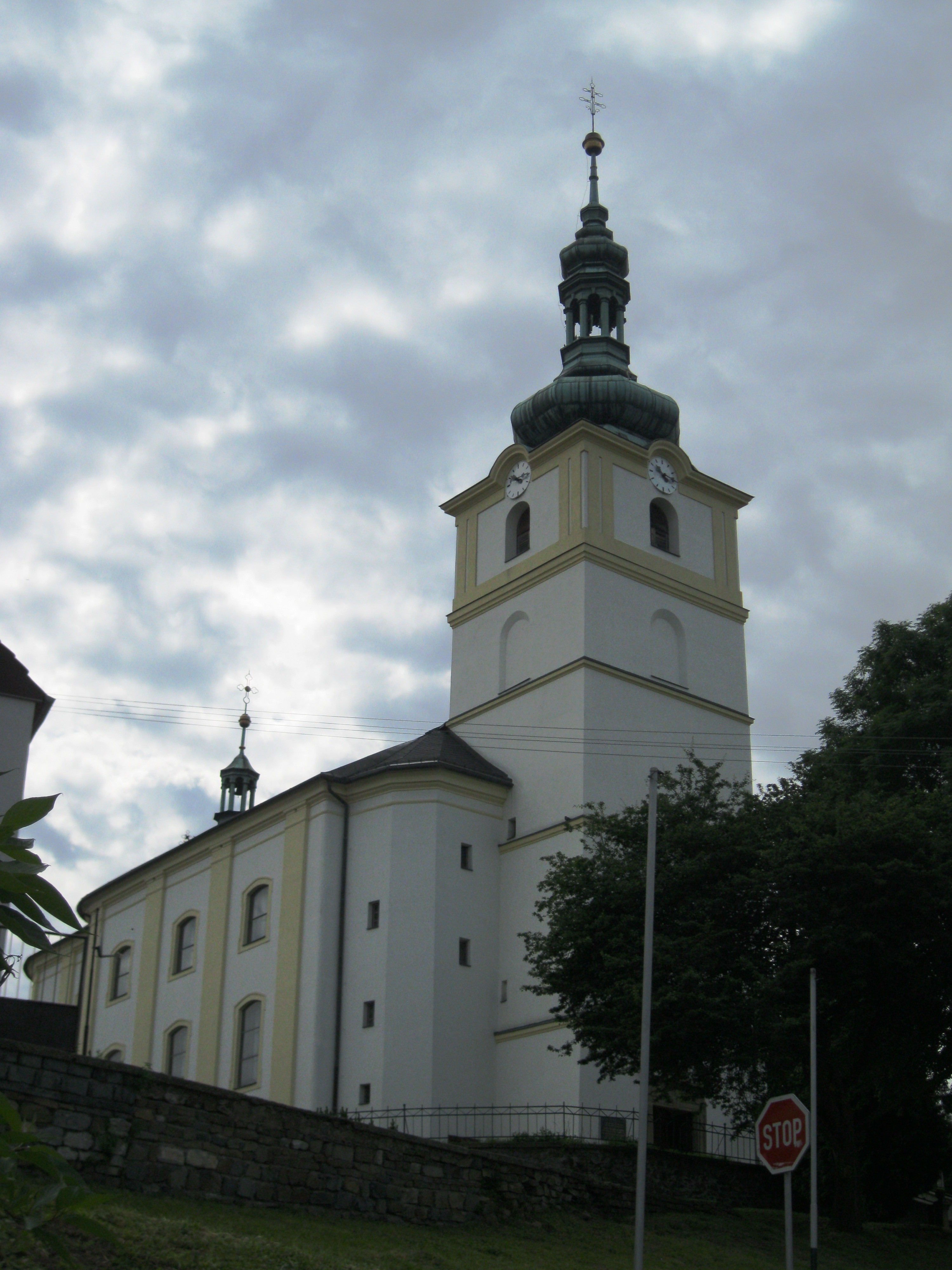
Kostel Nanebevzetí Panny Marie
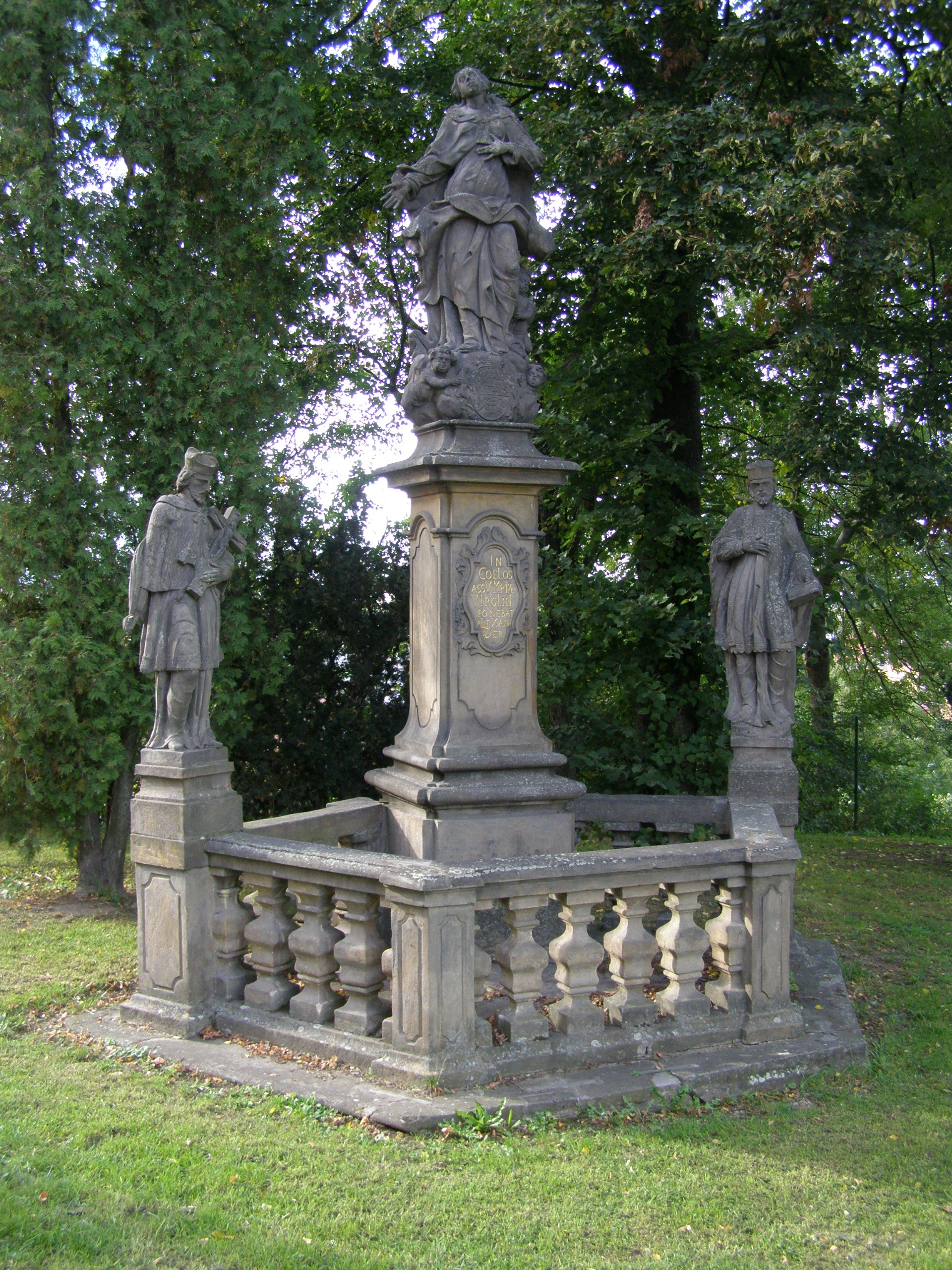
Sousoší Panny Marie
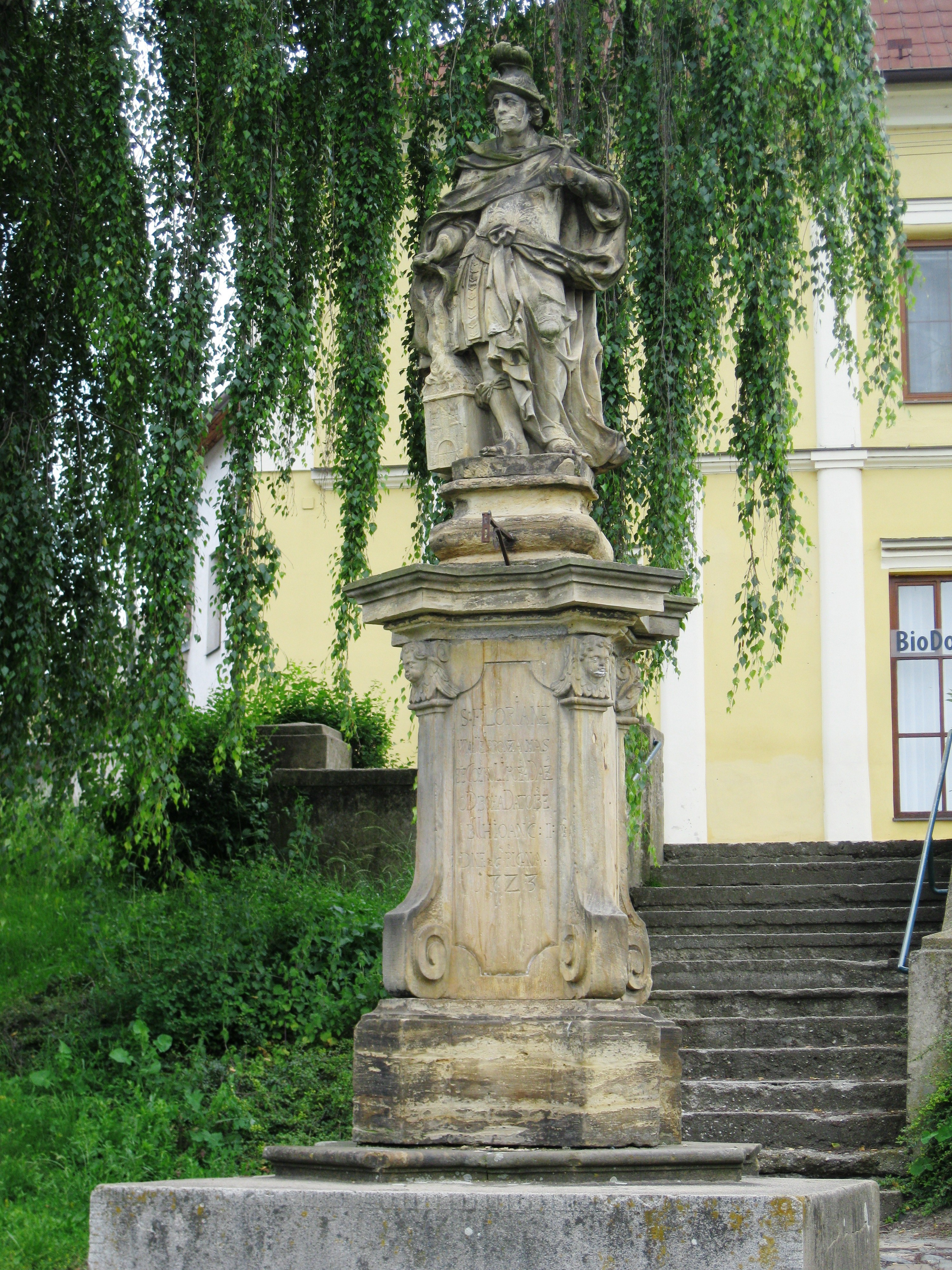
Socha svatého Floriána
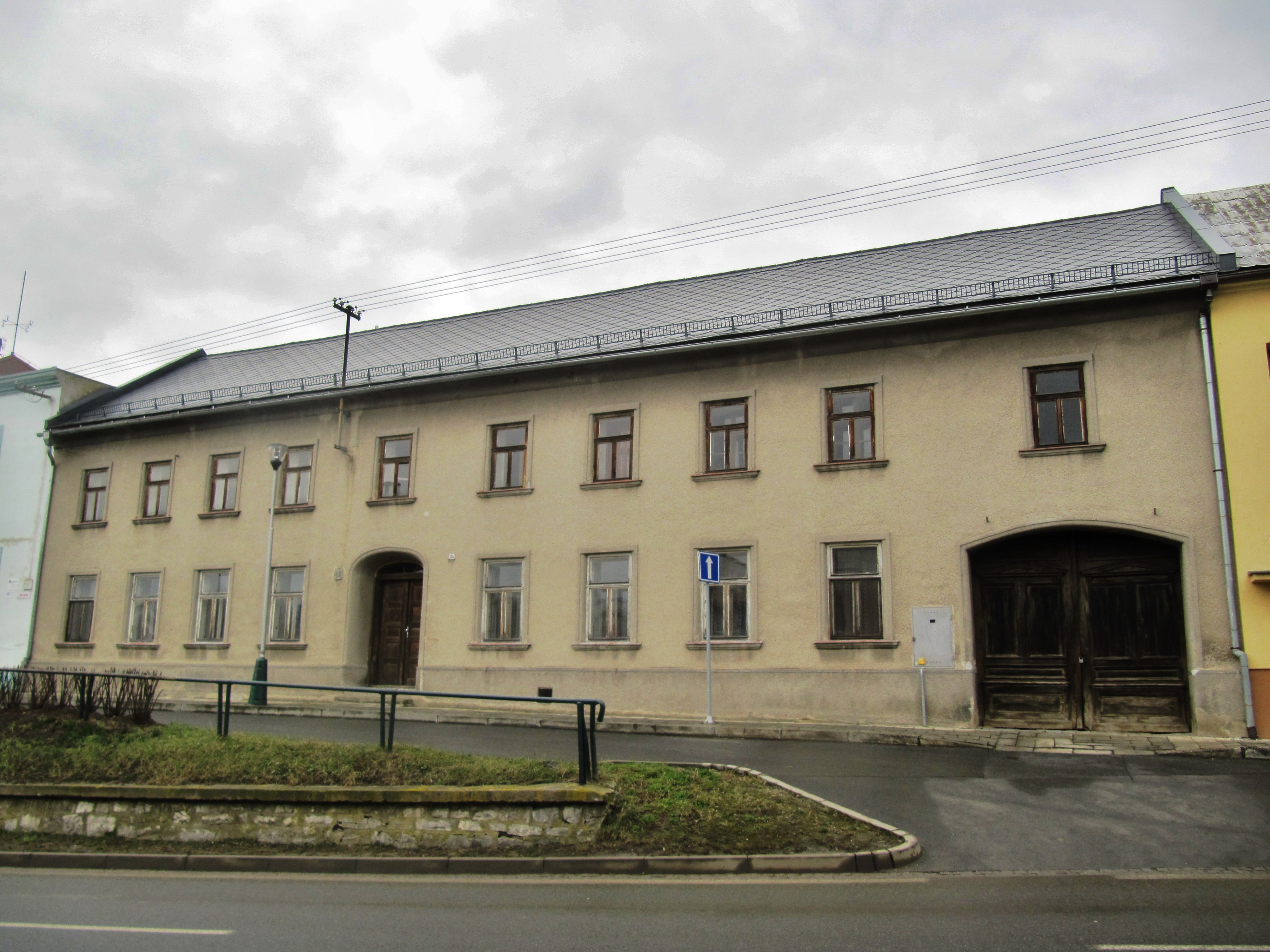
Venkovská usedlost, Masarykovo nám. 116
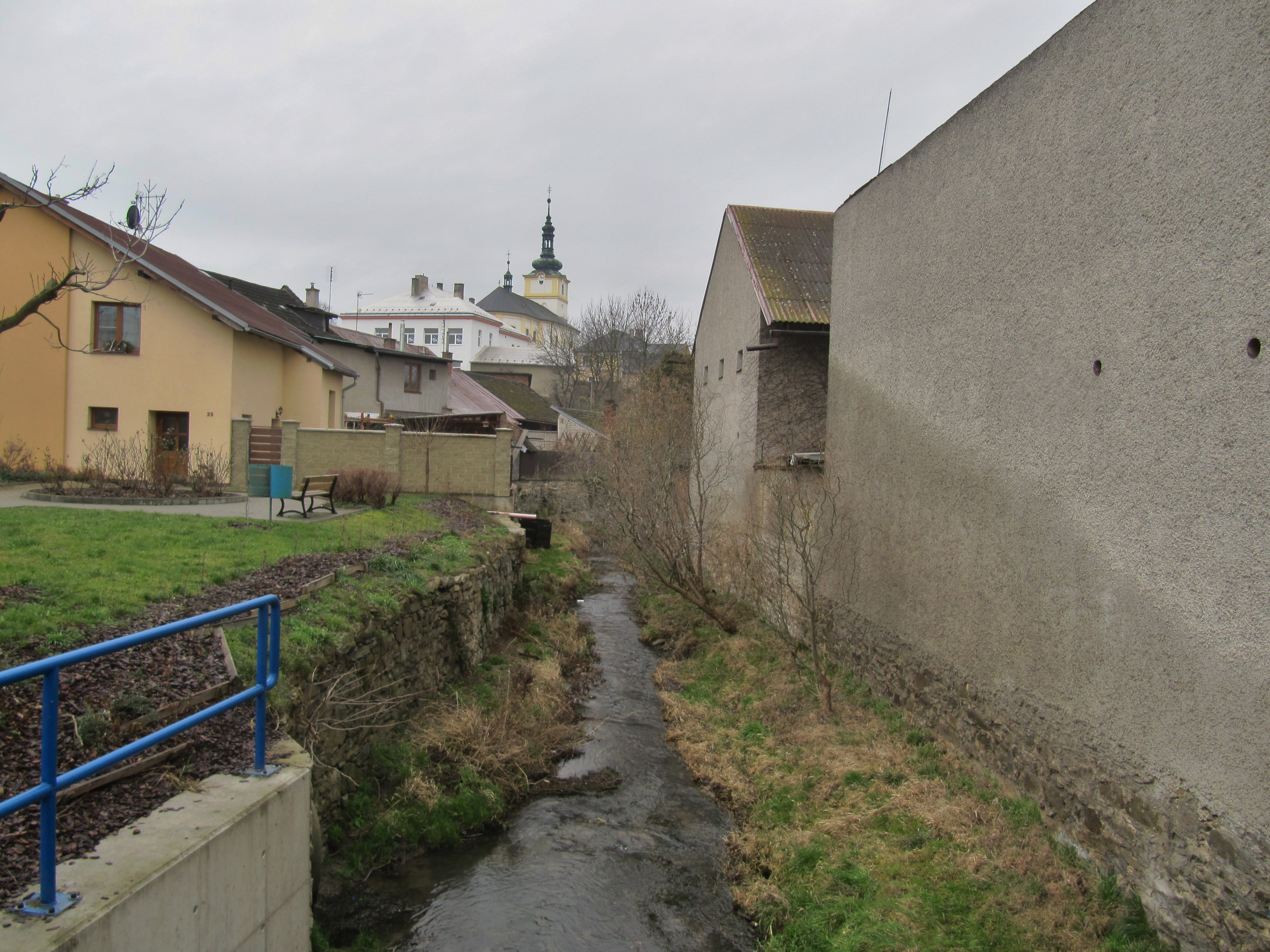
Potok Týnečka

## Významné osobnosti
V roce 1866 se zde narodil Leopold Prečan, olomoucký arcibiskup.
V roce 1876 se zde narodil Rudolf Vanýsek, lékař, vysokoškolský profesor a rektor Masarykovy univerzity.
V letech 1937 až 1941 na zdejší měšťanské škole vyučovala Milada Petřková. Byla sestrou pravoslavného kněze a světce Vladimíra Petřka a zahynula 24. dubna 1943 v Osvětimi. Je po ní pojmenována zdejší základní škola.

## Společenský život
Samospráva obce od roku 2014 pravidelně 5. července vyvěšuje zlato-červenou moravskou vlajku. 